# Lukas Wagner (Fußballspieler)
Lukas Wagner (* 19. November 2004) ist ein dänischer Fußballspieler. Er ist Innenverteidiger beim dänischen Drittligisten Aarhus Fremad und gehört zum Kader der dänischen Nachwuchsnationalmannschaften.

## Karriere

### Verein
Lukas Wagner entstammt der Jugendabteilung vom AC Horsens und gab am 24. Mai 2021 im Alter von 16 Jahren bei der 0:4-Niederlage im Auswärtsspiel gegen Odense BK sein Profidebüt in der Superligaen. Sein Verein stieg aus dieser Liga ab und musste in der Saison 2021/22 in der 1. Division antreten. Dort kam Wagner allerdings nicht zum Einsatz, sondern er absolvierte für die Profimannschaft lediglich zwei Pokalspiele. Der AC Horsens stieg zum Ende der Spielzeit wieder in die Superligaen auf, musste allerdings umgehend wieder den Gang in die Zweitklassigkeit an. Auch hier blieb Lukas Wagner ohne Einsatzzeiten im Punktspielbetrieb, sondern hatte lediglich im dänischen Pokalwettbewerb für die Profimannschaft Spielpraxis gesammelt.
Anfang 2024 wechselte Wagner zum Drittligisten Aarhus Fremad.

### Nationalmannschaft
Lukas Wagner gehört zum Kader der dänischen Nachwuchsnationalmannschaften und kam für die U18 zum Einsatz.